# ステーラ
ステーラ（イタリア語: Sutera）は、イタリア共和国シチリア州カルタニッセッタ県にある、人口約1,300人の基礎自治体（コムーネ）。

## 地理

### 位置・広がり

#### 隣接コムーネ
隣接するコムーネは以下の通り。括弧内のAGはアグリジェント県所属を示す。
- アックアヴィーヴァ・プラータニ
- ボンペンシエーレ
- カンポフランコ
- カステルテルミニ (AG)
- ミレーナ
- ムッソメーリ

## 文化・観光
「イタリアの最も美しい村」クラブ加盟コムーネである。